# 論文產生器
論文產生器（Paper generator），是一種電腦程式，能夠在輸入作者名或是少許的關鍵字的情況下，產生一篇符合學術出版標準的造假論文。
通常，產生器使用的技術術語撰寫出符合語法正確的句子，且內容似乎頗有心得，但實際上是沒有意義的。假論文裡附上可能是原本有效的表格數據、插圖與參考來源，但是隨機插入，而與假論文裡的文字敘述內容無關。

## 外部連結
- 論文產生器 / SCIgen （页面存档备份，存于）
- 雜誌專訪產生器 （页面存档备份，存于）
- “狗屁不通文章生成器”（形式主义文章生成器）（网页版 （页面存档备份，存于） / GitHub （页面存档备份，存于））